# CA Batna
Chabab Aurès de Batna (em árabe : شباب أوراس باتنة ), conhecido como CA Batna ou CAB , é um clube de futebol argelino baseado em Batna , fundado em 1932. As cores do clube são vermelho e azul. O clube está atualmente jogando o Championnat National Amateur .
O clube foi 2 vezes vice-campeão da Copa da Argélia em 1997 e 2010.

## Desempenho em competições da CAF
- Copa das Confederações da CAF[1]
- 2011:Rodada Preliminar